# چابا سیلادی

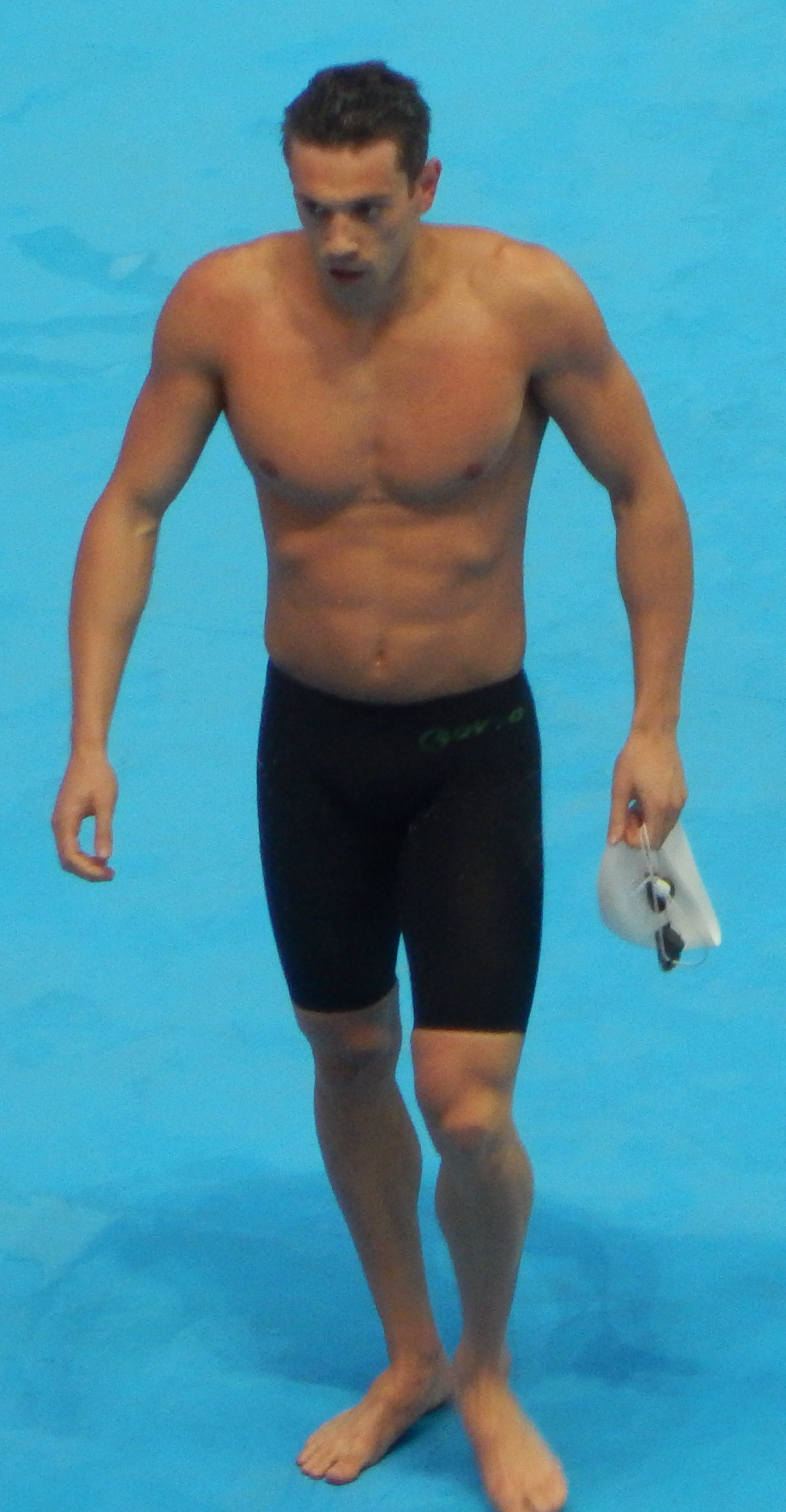
چابا سیلادی در سال ۲۰۱۵

چابا سیلادی (به انگلیسی: Čaba Silađi) (زادهٔ ۲۳ اوت ۱۹۹۰) شناگر اهل صربستان است.